# ویایادیپانای
ویایادیپانای (به لاتین: Viyayadippannai) یک منطقهٔ مسکونی در سری‌لانکا است که در استان شمالی (سری‌لانکا) واقع شده‌است.